# Научный центр гигиены и эпидемиологии имени Хамзы Жуматова
Научный центр гигиены и эпидемиологии имени Хамзы Жуматова Министерства здравоохранения РК (г. Алматы).

## История
В 1925 году создан «Краевой Санитарно-эпидемиологический институт». В 1972 году построены новые здания института, он получил название НИИ эпидемиологии, микробиологии и инфекционных болезней Министерства здравоохранения СССР.
Институт являлся первым научно-исследовательским институтом медицинского профиля, созданным в Казахстане. Основные направления деятельности института: изучение эпидемиологии, разработка мер профилактики, диагностики и лечения кишечных, детских инфекционных, а также вирусных, природноочаговых и паразитарных заболеваний; изучение проблем иммунологии и инфекционной аллергии, клиники, разработка новых и усовершенствование методов диагностики и лечения аллергических заболеваний.
24 марта 1998 реорганизован, путем объединения «Научно-исследовательского института гигиены труда и профессиональных заболеваний» и «Научно-исследовательского института эпидемиологии, микробиологии и инфекционных болезней».
22 сентября 1999 года Научному центру гигиены и эпидемиологии присвоено имя Хамзы Жуматова — видного ученого, академика

## Основные направления научной деятельности
Изучение эпидемиологии, разработка мер профилактики, диагностики и лечения кишечных, детских инфекционных, а также вирусных, природноочаговых и паразитарных заболеваний; изучение проблем иммунологии и инфекционной аллергии, клиники, разработка новых и усовершенствование существующих методов диагностики и лечения аллергических заболеваний.
В институте функционировал диссертационный совет по специальностям: эпидемиология, аллергология и иммунология, гигиена и эндокринология.

### Закрытие НИИ и возможная передача территории НИИ под застройку
22 января 2018 года по предложению Министра здравоохранения Биртанова, РГКП «Научный центр гигиены и эпидемиологии имени Хамзы Жуматова» Комитета охраны общественного здоровья Министерства здравоохранения Республики Казахстан был реорганизован в филиал республиканского государственного предприятия на праве хозяйственного ведения «Национальный центр общественного здравоохранения» Министерства здравоохранения Республики Казахстан. Тем самым НИИ лишился самостоятельности и самостоятельного юридического лица, после чего финансирование прекратилось. Учёные-эпидемиологи, сотрудники Научного центра гигиены и эпидемиологии, перестали осуществлять свою деятельность из-за отсутствия средств даже на выплату зарплаты. Здания Научного центра стали нуждаться в капитальном ремонте и реконструкции.
После лишения Минздравом самостоятельности Научного центра им. Жуматова, на государственный земельный участок в квадрате улиц Макатаева,34-Калдаякова-Алимжанова-Абдуллиных стали претендовать девелоперы-застройщики. Однако, по состоянию на 2023 год земельный участок за номером 20-315-002-248 принадлежит «Национальный центр общественного здравоохранения» Министерства здравоохранения Республики Казахстан.

## Юридическое наименование
- С 1972 года Научно-исследовательский институт эпидемиологии, микробиологии и инфекционных болезней Министерства здравоохранения Казахской ССР.
- С 1990 года ГУ «Научно-исследовательский институт эпидемиологии, микробиологии и инфекционных болезней Государственного санитарно-эпидемиологического надзора Министерства здравоохранения Республики Казахстан».
- С 1998 года РГКП «Научный центр гигиены и эпидемиологии имени Хамзы Жуматова Комитета государственного санитарно-эпидемиологического надзора Министерства здравоохранения Республики Казахстан»[4].
- РГКП Научный центр гигиены и эпидемиологии имени Хамзы Жуматова Агентства Республики Казахстан по защите прав потребителей.
- С 24.09.2014 года РГКП Научный центр гигиены и эпидемиологии имени Хамзы Жуматова Комитета по защите прав потребителей Министерства национальной экономики Республики Казахстан.
- С 17 февраля 2017 года РГКП Научный центр гигиены и эпидемиологии имени Хамзы Жуматова Комитета охраны общественного здоровья Министерства здравоохранения Республики Казахстан.
- С 22 января 2018 года «Научный центр гигиены и эпидемиологии имени Хамзы Жуматова» как филиал «Национального центра общественного здравоохранения МЗ РК».